# Blazed and Confused
Blazed and Confused é o sétimo episódio da vigésima sexta temporada do seriado de animação de comédia de situação The Simpsons, sendo exibido originalmente na noite de 16 de Novembro de 2014 pela Fox Broadcasting Company (FOX) nos Estados Unidos.
No episódio, Bart monta um esquema para derrubar seu novo professor do quarto ano, Sr. Lassen, que é um terrível tirano. Enquanto isso, os Simpsons vão ao Burning Man.

## Enredo
O Superintendente Chalmers organiza um intercâmbio de professores entre as escolas no distrito, passando o famoso Sr. Jack Lassen para a Escola Elementar de Springfield, onde ele vai dar aulas para a classe de Bart. Ele intimida Nelson e Bart dá um corte de cabelo embaraçoso, então Bart monta esquemas para derrubar o professor, com a ajuda de Milhouse. Utilizando um perfil de rede social falso em nome da Srta. Hoover, eles descobrem que Lassen é convidado a fazer um ritual importante em um festival do deserto chamado de "Burning Man", onde acenderá a efígie de mesmo nome.
Enquanto isso, Homer se esqueceu de reservar um parque de camping, o que perturba Marge. Bart resolve ambos os problemas, dizendo a Homer para levar a família para o Burning Man. Marge, que é perturbada pelas campistas excêntricas, bebe uma xícara de chá para relaxar, embora contenha alucinógenos, fazendo-a delirar. Bart e Milhouse usam uma substância retardadora fogo para certificarem-se de que a efígie não acende, portanto, arruinando o momento importante do Sr. Lassen. Ele fica furioso e pega uma queima de tuba, da qual ele sopra fogo em uma tentativa de matar Bart e Milhouse no topo da efígie. Homer tenta salvar os meninos usando uma catapulta para lançar-se sobre a efígie, mas fica aquém e quebra a perna, destruindo-o. Os outros campistas formam uma parede em torno de Lassen, enquanto Bart e Milhouse escapam com segurança.
Chalmers e Diretor Skinner demitem Lassen da Escola Primária de Springfield. Ele encontra um novo emprego como um guarda de prisão, onde ele descobre que o preso Sideshow Bob também detesta Bart. Lassen tenta fazer uma oferta pela qual eles podem juntar-se para matar Bart, mas quando Lassen diz que ele vai fazer o ato final, Bob rejeita o acordo.

## Produção
O episódio foi escrito por Carolyn Omine e William Wright, e foi dirigido por Rob Oliver. Conta com três estrelas convidadas: Willem Dafoe interpreta Sr. Lassen, Kelsey Grammer interpreta Sideshow Bob e David Silverman interpreta a si mesmo.

## Recepção

### Audiência
O episódio foi visto em sua exibição original por 6,70 milhões de telespectadores, recebendo uma quota de 3,0/8 na demográfica 18/49. Não apresentou queda nem elevação com relação a Simpsorama, episódio anterior da série. O show foi o segundo mais assistido da FOX naquela noite, perdendo apenas para The OT, que obteve 10,58 milhões de telespectadores.

### Crítica
Dennis Perkins, do The A.V. Club, deu ao episódio uma classificação B-, comentando que "Lassen 'caiu por terra', porque a reputação de Dafoe como ator ameaçador vem de seus maneirismos físicos, em vez de sua voz. Embora afirmando que o mau comportamento de Bart nos últimos episódios serviram apenas como piadas do que como peso emocional, Milhouse teve algumas linhas "clássicas" no episódio, incluindo ele próprio urinar em Lassen e fazendo um assédio moral a Nelson."